# International Press Telecommunications Council
Der International Press Telecommunications Council (IPTC) ist der Weltverband von Nachrichtenagenturen und Zeitungen für die technische Normierung des Nachrichtenaustausches. Ursprünglich wurde die Organisation mit Sitz in London 1965 gegründet, um die Interessen von Presse und Nachrichtenagenturen im Bereich Telekommunikation zu wahren. Heute gehören ihr alle großen Nachrichtenagenturen, einige nationale Zeitungsherausgeberverbände und eine Reihe von Software-Herstellern an.
Die selbst entwickelten Normen (Standards):
- IPTC 7901: Standard zum Austausch von Texten, wird heute nach wie vor von den Agenturen in Europa vorrangig verwendet, wurde 1979 entwickelt.
- Zusammen mit der Newspaper Association of America (NAA) wurde um 1991 der so genannte  IPTC-IIM-Standard – das „Information Interchange Model“ (IIM) – entwickelt. Grundsätzlich für alle Arten von Medien geeignet, wurde er vor allem durch seinen Einsatz in Adobes Photoshop breit bekannt.
- NITF: Erstes Normformat der IPTC, das auf XML aufbaute. Es dient vor allem dem Austausch von Texten.
- NewsML: Auf XML aufbauendes Normformat für den Austausch von Multimediapaketen. Ein solches Paket kann Texte, Bilder, Grafiken etc. enthalten.
- G2-Standards: Eine Familie von auf XML aufbauenden Formaten sowohl für multimediale Nachrichten als auch Daten über Ereignisse (Events) und für Begriffe, d. h. für den Austausch von Wissen. Zu dieser Familie gehören die Standards NewsML-G2, EventsML-G2 und SportsML-G2.
- Foto-Metadaten: Ausgehend von der für Adobe Photoshop gewählten Liste an Feldern aus dem IPTC-IIM-Standard wurden zwei Metadaten-Schemas entwickelt: IPTC-Core und IPTC-Extension. Diese basieren technisch auf dem XMP-Standard zur Speicherung von Metadaten.
- NewsCodes: Taxonomien zur Kategorisierung von Medieninhalten = eine verbindliche Sammlung von Begriffen, die verhindert, dass Themen mit ähnlichen aber nicht identischen Begriffen verschlagwortet werden. Der Verschlagwortungskatalog, IPTC-Thesaurus, liegt in mehreren Sprachen vor.